# Adolf Rieger
Adolf Rieger (født 25. august 1899 i Berlin, død 12. juni 1956) var en tysk bryder, som deltog i OL 1928 i Amsterdam.
Rieger dyrkede græsk-romersk brydning og blev tysk mester i sværvægtsklassen i 1924. I 1927 var han gået ned i vægtklasse og blev tysk mester i letsværvægt. Det var også i denne klasse, han deltog ved OL 1928, og her nåede han finalen efter sejr over en dansk, en norsk, en polsk, en estisk og en belgisk bryder. I finalen mødte han Ibrahim Moustafa fra Egypten, der vandt på point, så Rieger fik sølvmedaljen, mens finnen Onni Pellinen, der tabte til Moustafa i semifinalen, fik bronze.
Ud over OL-turneringen var det begrænset, hvor meget han konkurrerede internationalt. I 1931 var han med til at etablere klubben Berliner KV.